# Johan Herman Wessel
Johan Herman Wessel (6. oktober 1742 i Vestby i Akershus – 29. december 1785 i København) var en dansk-norsk digter og dramatiker, søn af præsten Jonas Wessel (1707–85), der var brorsøn til Peter Wessel Tordenskjold, og Helene Maria Schumacher (1715–89). Han var storebror til matematikeren og kartografen Caspar Wessel.
Hans hovedværk er sørgespilparodien Kærlighed uden strømper (1772), en satire over den tomme konvention.  Hans mest kendte digt er Smeden og Bageren, hvorfra udtrykket "at rette bager for smed" er gået ind i sproget.

## Biografi
J.H. Wessel voksede op i Vestby i en søskendeflok på 13 i et harmonisk familiemiljø. Hans far var kapellan for sin farbror Ole Wessel, en bror af søhelten Tordenskjold, og da farbroren døde i 1748, blev Jonas Wessel sognepræst i Vestby. Drengene blev først undervist hjemme, før de i 1758 kom i latinskole i Christiania. Wessel flyttede i 1761 til København, hvor han læste ved Københavns Universitet og aflagde en lavere filosofisk eksamen. Derefter tog han ikke flere eksamener eller noget embedsstudium. I stedet tilegnede han sig moderne sprog – fransk, engelsk, italiensk og spansk. Han var et fast og velset indslag i Det Norske Selskab, der mødtes i madam Juels kaffehus. Som det eneste af medlemmerne i Det Norske Selskab vendte han aldrig tilbage til Norge. Han nærede ingen hjemlængsel.
Wessels færdigheder i fransk skaffede ham hans livs eneste faste stilling, da han i 1779 blev ansat ved Det Kongelige Teater som oversætter af franske syngespil. Med en fast gage på 100 rigsdaler, samt en mindre stykpris for hvert oversat stykke, havde han opnået en vis økonomisk tryghed. Hans tiltagsløshed skyldtes ikke udelukkende dovenskab. Hele livet led han af tandpine og en ondartet betændelse i ansigtet. Midt i 1770'erne var han også sengeliggende af alvorlig sygdom i halvandet år.
Han udgav sit eget ugeblad, Votre Serviteur, Otiosis, der udkom med 54 numre. De første numre var meget efterspurgte, og her fandt man versefortællinger som Hundemordet og Smeden og bageren. Men efterhånden blev bladet en fiasko, da Wessel løb tør for idéer.
Hans skuespil Anno 7603 fra 1781 er ret ukendt, og har sandsynligvis aldrig været opført. Stykket fremstår ligefrem science fiction-agtigt med sin skildring af en tidsrejse.

## Ægteskab
I 1780 giftede Wessel sig med Anna Catharina Bukier, datter af justitsråd i Christiania Thomas Bukier og Karen Sophie Riis. Hans kone fik det ikke nemt med hans drikkeri og hyppige fravær fra hjemmet. Dette vers har hun skrevet:
En mand og kone er vel ét -
men dog det ikke er så hedt
når først man bliver gift tilsammen.
Det ved jeg selv, det ved madammen.
I 1781 kom Wessels eneste barn, sønnen Jonas, til verden. Imidlertid nærede han selv mistanke om, at sønnen slet ikke var hans - da drengen havde blå øjne, mens begge forældre havde brune. Derfor dette vers:
Gid i mange glade dage
du den søde fryd må smage
at se Jonas om dig gå.
Men hvis du vil med flere
vore værelser møblere,
ydmygst dog jeg bede må:
Øjnene ej blive blå!

## Sidste år
Julen 1785 blev Wessel sengeliggende med nervefeber og døde, svækket af mange års fattigdom og skranten. Samtlige medlemmer af Det Norske Selskab mødte frem, da han blev begravet på Trinitatis kirkegård 6. januar 1786. De betalte for begravelsen, men gravstedet blev forsømt, efter at de gamle svirebrødre rejste hjem til Norge. Ved omlægningen af kirkegården i 1929 blev en gravsten fremstillet over Wessel, skønt der allerede fandtes et gravminde for ham, som stadig er i anlægget. Det blev opsat af selskabet til Wessels Minde i 1863. Den originale gravsten stod i lang tid hos stenhuggeren, siden i en privat have på Frederiksberg, og er nu i Det Norske Selskabs hus i Akersgata i Oslo.
På gravstenen fra 1929 står nogle linjer af Wessels unge danske digterven Jens Baggesen:
Gråd smelted hen i smil når Wessels lune bød,
og glemslens smil forsvandt i tårer ved hans død.
To dage inden etårsdagen for hans død blev Kærlighed uden strømper sat op som engangsforestilling på Det kgl. Teater. Indtægterne skulle gå til hans søn Jonas, "indsat i Oberformynderiet for i sin Tid at udbetales til ham med påløbne Renter, naar hans Formynder finder det for ham gavnligt, til en Erindring om, at Hans Majestæt endog i Sønnen har vildet belønne Faderens fortrinlige Talenter." I 1800 blev Jonas student, men først i 1807 fik han juridisk embedseksamen med
karakteren haud illaud. Han mindede om sin far med sit lette hoved og sin hang til druk og dovenskab; men modsat sin far forblev han ungkarl og flyttede til Norge, hvor han døde som sagfører i Porsgrunn i 1836. Jonas Reins kusine, Johanne Quisling, fortalte, at de oftere fandt Jonas optaget af at skrive vers end beskæftiget med regnskaber. Hans fætter, sorenskriver Wessel, lod ham da altid læse versene op og morede sig godt. Jonas boede egentlig hos enkemadam Knudsen i Vestre Porsgrunn, men kom meget hos sin fætter på gården Bjørndalen. Adskillelsen fra Danmark i 1814 tog hårdt på Jonas Wessel. Han blev begravet på Vestre Porsgrunns kirkegård ved siden af sin fætter sorenskriveren.

## Eksempler

### Digterens gravskrift over sig selv
Han åd og drak, var aldrig glad.
Hans Støvlehæle gik han skæve.
Han ingen Ting bestille gad.
Til sidst han gad ej heller leve.

### Gravskrift over Walt
Her ligger Walt,
han gjorde Malt,
og det var Alt.

### Caspar Wessel
Han tegner Landkort og læser Loven,
han er så flittig som jeg er doven.

### Til servitricen Karen i kaffehuset
Du lille vakre Karen Bach!
For hvert et mødigt Sting, du stak
på en mig høist nødvendig Frak,
som sprak -
Tak! 

### "Der skal kugle til en trønder"
Johan Randulf Bull (bror til Ole Bornemann Bull, farfar til Ole Bull) fra Trøndelag lærte Wessel at kende, mens de begge studerede i København. En gang, da de var på bekkasinjagt sammen med en jysk student, affyrede denne et vådeskud, der endte i Johan R. Bulls hat. Wessel skrev i den anledning:
Engang en høist forvoven Jyde
med Hagle på en Trønder vilde skyde,
men fik hans pande ei i sønder.
Nej, der skal kugle til en Trønder. 
Johan R. Bull blev da også færdig jurist og senere Norges første højesteretsjustitiarius.

### H.C. Andersen om Wessel
I sin bog Vignetter til danske Digtere fra 1832 skrev H.C. Andersen om Wessel:
Du aad og drak, var sjælden glad,
gik dine Støvlehæle skjæve.
Tilsidst Du Døden ønske gad.
Til straf skal Du nu evigt leve! 